# TKO Group Holdings
TKO Group Holdings, Inc. (TKO) ist ein Medienkonglomerat, das von Endeavour Group Holdings im Rahmen einer Fusion zwischen World Wrestling Entertainment (WWE) und Zuffa, der Muttergesellschaft von Ultimate Fighting Championship (UFC), gegründet wurde. Nach Abschluss der Fusion am 12. September 2023 agieren sowohl die WWE als auch die UFC als Divisionen unter dem Banner von TKO.
Die Fusion war das erste Mal, dass WWE nicht mehrheitlich von der Familie McMahon kontrolliert wurde, die das Unternehmen gegründet hatte und es über 70 Jahre lang besaß. Dies war das dritte Mal, dass die UFC den Eigentümer wechselte, da ihre Muttergesellschaft Zuffa 2016 an Endeavour verkauft worden war. Zuffa hatte die UFC bereits 2001 von der Semaphore Entertainment Group gekauft. Vince McMahon von der WWE fungiert als Executive Chairman, Endeavour-CEO Ari Emanuel fungiert als Chief Executive Officer und Mark Shapiro fungiert als President und Chief Operating Officer des neuen Unternehmens. Emanuel übernahm keine kreative Rolle in der WWE oder der UFC, Nick Khan wurde nach der Fusion President der WWE und Dana White behielt seine Rolle als President der UFC bei.

## Unternehmensführung
Der Vorstand der TKO Group Holdings besteht aus elf Mitgliedern, von denen fünf die WWE und sechs  Endeavour vertreten.
| Name                  | Vertreter | Ämter                                                  |
| --------------------- | --------- | ------------------------------------------------------ |
| Ari Emanuel           | Endeavor  | CEO und Executive Chairman der TKO Group Holdings      |
| Egon Durban           | Endeavor  | Co-CEO von Silver Lake Management                      |
| Nick Khan             | WWE       | Präsident von WWE                                      |
| Steve Koonin          | WWE       | Lead Independent Director und CEO der Atlanta Hawks    |
| Jonathan Kraft        | Endeavor  | Präsident der Kraft Group und der New England Patriots |
| Sonya Medina Williams | Endeavor  | Präsident und Executive Director für Reach Resilience  |
| Mark Shapiro          | Endeavor  | Präsident und COO der TKO Group Holdings               |
| Carrie A. Wheeler     | WWE       | CEO von Opendoor                                       |
| Nancy Tellem          | Endeavor  | Chief Media Officer von Eko                            |
| Peter Bynoe           | WWE       | Senior Advisor von DLA Piper                           |
| Dwayne Johnson        | WWE       | Co-Eigentümer der United Football League               |
| Brad Keywell          | Endeavor  | Executive Chairman von Uptake Technologies             |

## Eigentümer
- Endeavor – 61,72 %
- WWE Aktionäre – 38,28 %
- Verschiedene Aktionäre – 24,65 %
- McMahon Familie – 4,52 %
  - Vince McMahon – 3,25 %
  - Stephanie McMahon – 0,98 %
  - Linda McMahon – 0,29 %
- The Vanguard Group – 4,03 %
- State Street Corporation – 2,54 %
- BlackRock – 2,20 %
- Dwayne Johnson – 0,17 %
- Nick Khan – 0,11 %
- Andrew Schleimer – 0,04 %
- Jonathan Kraft (Kraft Group) – 0,02 %

## Vermögenswerte
- World Wrestling Entertainment
  - Alpha Entertainment (Minderheitseigentümer)
  - Tapout (50 %)
  - Titan Towers
  - TSI Reality Services, Inc.
  - WCW Inc.
  - WWE Books
  - WWE Home Video
  - WWE Jet Services Inc.
  - WWE Legacy Department
    - American Wrestling Association
    - Deep South Wrestling
    - Evolve
    - Extreme Championship Wrestling
    - Florida Championship Wrestling
    - Georgia Championship Wrestling
    - Global Wrestling Federation
    - Heartland Wrestling Association
    - International Championship Wrestling
    - Jim Crockett Promotions
      - Central States Wrestling
      - Championship Wrestling from Florida
      - Championship Wrestling from Georgia
      - Eastern States Championship Wrestling
      - Mid-Atlantic Championship Wrestling

    - Lucha Libre AAA Worldwide
    - Maple Leaf Wrestling
    - Memphis Championship Wrestling
    - Ohio Valley Wrestling
    - Smoky Mountain Wrestling
    - Stampede Wrestling
    - Ultimate Pro Wrestling
    - Universal Wrestling Federation
      - Mid-South Wrestling
      - NWA Tri-State

    - World Class Championship Wrestling
    - World Championship Wrestling
    - World Wrestling Council

  - WWE Music Group
  - WWE Network
  - WWE Performance Center
  - WWE Podcast Network
  - WWE Shop
  - WWE Studios

- Ultimate Fighting Championship
  - Pride Fighting Championships
  - Strikeforce
  - UFC Apex
  - UFC Fight Pass
  - UFC Gym
    - UFC Fit

  - UFC Performance Institute
    - UFC Performance Institute Shanghai

  - UFC Store
  - World Extreme Cagefighting
  - World Fighting Alliance